# Шаталов, Юрий Владимирович
Ю́рий Влади́мирович Шата́лов (укр. Юрій Шаталов; род. 15 сентября 1963, Тетюхе, Приморский край) — советский и украинский футболист, имеющий гражданства России и Польши, защитник, ныне тренер.

## Биография
Воспитанник школы донецкого «Шахтёра». Выступал за дублирующий состав команды. Позже играл за «Новатор» (Жданов), «Шахтёр» (Горловка), «Подолье» (Хмельницкий) во Второй лиги СССР. В 1991 году выступал за клуб «Пардаугава» (Рига) в Первой лиге СССР в команде сыграл 22 матча. С 1991 года по 1992 год выступал за АПК из города Азов. В 1992 году начал выступать в Польше за клуб «Варта» (Познань). С 1993 по 2000 год выступал за «Амику» из Вронки. Вместе с «Амикой» пробился в Экстраклассу в сезоне 1997/98. Игровую карьеру закончил в клубе «Спарта» (Оборники).
Начал тренерскую карьеру в «Амике II», также выполнял функции играющего тренера. Вскоре сосредоточился только на руководящей должности. После совмещал тренерскую и игровую должность в клубе «Спарта» (Оборники). После работал главным тренером в клубах «Кания» (Гостынь), «Ягеллония» и «Промиен». С 2009 года по 2010 год тренер команды Экстраклассы бытомской «Полонии». Почти сразу после увольнения из предыдущей команды возглавил клуб «Краковия» из города Краков.